# Jaroslava Janáčková
Jaroslava Janáčková, rodným jménem Jaroslava Musilová (24. listopadu 1930 Havlíčkova Borová – 30. srpna 2024 Praha), byla česká literární historička. Zabývala se především českým literárním 19. stoletím, zejména dílem Aloise Jiráska, Boženy Němcové či Jakuba Arbese.

## Život
Maturovala v roce 1949 na reálném gymnáziu v Chotěboři. Poté vystudovala češtinu a ruštinu na Pedagogické fakultě Univerzity Karlovy v Praze (tehdy Vysoká škola pedagogická). Zde ji vedl Felix Vodička, k jehož odkazu se nikdy nepřestala hlásit. Absolvovala roku 1952. Rok poté získala titul ještě na Filozofické fakultě Univerzity Karlovy. Poté až do roku 1959 vědecky pracovala na pedagogické fakultě, kde v roce 1963 získala titul kandidát věd, a na katedře české a slovenské literatury Filozofické fakulty UK, kde působila do roku 1985. Pak až do roku 1988 pak pracovala na katedře dějin umění a estetiky stejné fakulty, v letech 1988–1989 v Ústavu pro českou literaturu Československé akademie věd. V roce 1990 se vrátila na katedru české a slovenské literatury Filozofické fakulty UK, kde se stala docentkou a brzy na to i profesorkou (1992). V roce 1996 odešla do důchodu, další dva roky však ještě přednášela. Po sametové revoluci se více zaměřila na dílo Boženy Němcové. Byla i jednou z editorek její vydané korespondence.
Její manžel František Janáček byl rovněž literární historik, stejně tak její syn Pavel Janáček.